# Rudolf Theobald Czernin
Rudolf Theobald Czernin, také Rudolf Děpold hrabě Czernin z Chudenic (celým jménem Rudolf Děpolt Maria Josef Calasanz Ignatius Ludvík hrabě Czernin z Chudenic; 25. srpna 1904 Dymokury – 16. května 1984 Vídeň) byl český šlechtic z vinořské větve rodu Czerninů z Chudenic, majitel statku Dymokury a čestný rytíř Maltézského řádu. Podepsal Národnostní prohlášení české šlechty, byl perzekvován nacisty i komunisty.

## Život
Narodil se jako první syn Děpolda Josefa Czernina (1871–1931) a jeho manželky Marie Anny Kinské z Vchynic a Tetova (1885–1952). Měl šest sourozenců, mezi nimi Humprechta Czernina (1909–1944), který byl odsouzen nacisty a následkem věznění zemřel. Strýc Otakar Czernin (1872–1932) zastával v posledních letech rakousko-uherské monarchie úřad ministra zahraničních věcí.
Po otci zdědil statek Dymokury o rozloze tří tisíc hektarů. Tvořilo ho 1500 hektarů lesa, přes dvě stě hektarů rybníků, dvě stě hektarů polí, dále louky, pastviny a zahrady, dva dvory, cukrovary, pivovar, mlékárna, cihelna a mlýn.
Rudolf Děpold byl aktérem a signatářem Deklarací české šlechty z let 1938 a 1939. Za druhé světové války a nacistické okupace odmítl přijmout říšskou příslušnost a na jeho statek byla v roce 1942 uvalena nucená správa. Posléze byl statek prodán náhradovému fondu nacisty ovládaného Bodenamtu. Czernin se proti tomuto kroku soudně bránil a poté byl dne 11. srpna 1943 byl zatčen gestapem za údajný poslech zahraničního rozhlasu. Následně prošel věznicemi v Kolíně, na Pankráci, v Terezíně a nakonec táborem Gollnow u Štětína. Spolu s Czerninem byli vyšetřováni a následně odsouzeni také hrabě František Josef Kinský (1879–1975), majitel zámku a velkostatku Kostelec nad Orlicí, a princ Karl (Charles) Rohan (1894–1965) z choustnické linie, majitel velkostatku Choustník.
Manželka s dětmi bydlela za války na zámku v Hlušicích u své švagrové Marie Idy Czerninové, rozené Lobkowiczové (1917–2002). Finančně jí vypomáhal Eugen Alfons Czernin (1892–1955) z jindřichohradecké větve. Rudolf se z vězení vrátil domů až v červnu 1945. Usiloval o navrácení majetku. Spor se státem byl ukončen teprve v roce 1952, kdy stát majetek sice vrátil, ale téhož dne ho zase zestátnil. Na dymokurský zámek se nesměli vrátit, po válce bydleli v polovině vily v Dymokurech, druhou půlku obýval nový správce velkostatku. V roce 1952 začala vila sloužit jako zdravotní středisko a rodina se musela přestěhovat do staré cihelny, kam nebyla zavedena ani elektřina.
Se svým kádrovým profilem jen těžko sháněl zaměstnání. Měl většinou jen příležitostné práce jako odchyt zajíců u mysliveckého svazu, deratizace myší v družstvu, pracoval také jako řidič parní válcovačky u Staveb silnic.
V roce 1964 emigroval s chotí a synem Divišem do Rakouska. O čtyři roky propásl možnost získat od německých úřadů odškodnění za majetkové újmy během války.
Zemřel ve Vídni. On i jeho manželka byli pochováni v hrobce Czerninů v Dymokurech.

## Rodina
V Budapešti se oženil 17. září 1935 s Friderikou Wenckheimovou (6. 1. 1911 Budapešť – 5. 7. 1991 Vídeň), dcerou Dionysia hraběte z Wenckheimu. Manželka pocházela z německého rodu, jehož část se v 18. století trvale usadila v Uhrách. V Maďarsku také prožila mládí. Narodily se jim tři děti:
- 1. Děpolt (Theobald) (7. 7. 1936 Praha –  12. 7. 2015 Praha), neemigroval, restituoval Dymokury
  - ⚭ (22. 4. 1961 Vejprnice) Polyxena Lobkowiczová (* 28. 4. 1941 Praha)
- 2. Rosina (* 26. 1. 1939 Praha)
  - ⚭ I. (4. 8. 1956 Praha, rozvedeni 1965) František Machek (29. 4. 1936 Praha – VIII. 1987 Benešov)
  - ⚭ II. (30. 4. 1970 Vídeň, rozvedeni 1983) Franz Hösch (* 5. 9. 1932 Vídeň)
- 3. Diviš (* 21. 5. 1942 Dymokury), dědil po strýci Humprechtovi, restituoval Hlušice
  - ⚭ (14. 9. 1985 Tannenmühle) Helene Blaas (* 16. 9. 1959 Vídeň)